# Montsoreau
Montsoreau (phát âm tiếng Pháp: [mɔ̃soʁo]) là một xã thuộc tỉnh Maine-et-Loire trong vùng Pays de la Loire phía tây nước Pháp. Xã này nằm ở khu vực có độ cao trung bình 36 mét trên mực nước biển.
Lâu đài Montsoreau nằm ở thị trấn.

## Dữ liệu khí hậu
| Dữ liệu khí hậu của Montsoreau                                    | Dữ liệu khí hậu của Montsoreau | Dữ liệu khí hậu của Montsoreau | Dữ liệu khí hậu của Montsoreau | Dữ liệu khí hậu của Montsoreau | Dữ liệu khí hậu của Montsoreau | Dữ liệu khí hậu của Montsoreau | Dữ liệu khí hậu của Montsoreau | Dữ liệu khí hậu của Montsoreau | Dữ liệu khí hậu của Montsoreau | Dữ liệu khí hậu của Montsoreau | Dữ liệu khí hậu của Montsoreau | Dữ liệu khí hậu của Montsoreau | Dữ liệu khí hậu của Montsoreau |
| Tháng                                                             | 1                              | 2                              | 3                              | 4                              | 5                              | 6                              | 7                              | 8                              | 9                              | 10                             | 11                             | 12                             | Năm                            |
| ----------------------------------------------------------------- | ------------------------------ | ------------------------------ | ------------------------------ | ------------------------------ | ------------------------------ | ------------------------------ | ------------------------------ | ------------------------------ | ------------------------------ | ------------------------------ | ------------------------------ | ------------------------------ | ------------------------------ |
| Cao kỉ lục °C (°F)                                                | 16.9 (62.4)                    | 20.8 (69.4)                    | 23.7 (74.7)                    | 29.2 (84.6)                    | 31.8 (89.2)                    | 36.7 (98.1)                    | 37.5 (99.5)                    | 39.8 (103.6)                   | 34.5 (94.1)                    | 29.0 (84.2)                    | 22.3 (72.1)                    | 18.5 (65.3)                    | 39.8 (103.6)                   |
| Trung bình ngày tối đa °C (°F)                                    | 11.1 (52.0)                    | 12.1 (53.8)                    | 15.1 (59.2)                    | 17.4 (63.3)                    | 22.5 (72.5)                    | 27 (81)                        | 26.4 (79.5)                    | 27.2 (81.0)                    | 21.6 (70.9)                    | 19.9 (67.8)                    | 12.7 (54.9)                    | 9.2 (48.6)                     | 19.2 (66.6)                    |
| Trung bình ngày °C (°F)                                           | 6.2 (43.2)                     | 8.2 (46.8)                     | 10.8 (51.4)                    | 10.9 (51.6)                    | 16.5 (61.7)                    | 20.6 (69.1)                    | 20.8 (69.4)                    | 21.4 (70.5)                    | 16.5 (61.7)                    | 15 (59)                        | 8.5 (47.3)                     | 5.9 (42.6)                     | 14.1 (57.4)                    |
| Tối thiểu trung bình ngày °C (°F)                                 | 8.8 (47.8)                     | 4 (39)                         | 6.5 (43.7)                     | 4.5 (40.1)                     | 10.6 (51.1)                    | 14.2 (57.6)                    | 15.3 (59.5)                    | 15.3 (59.5)                    | 11.2 (52.2)                    | 10.2 (50.4)                    | 4.4 (39.9)                     | 2.6 (36.7)                     | 9.0 (48.2)                     |
| Lượng Giáng thủy trung bình mm (inches)                           | 66 (2.6)                       | 35 (1.4)                       | 50 (2.0)                       | 3.5 (0.14)                     | 45 (1.8)                       | 51 (2.0)                       | 27 (1.1)                       | 15.5 (0.61)                    | 34 (1.3)                       | 11.5 (0.45)                    | 29 (1.1)                       | 40 (1.6)                       | 411 (16.2)                     |
| Số ngày tuyết rơi trung bình                                      | 1.7                            | 1.9                            | 1.4                            | 0.2                            | 0.1                            | 0.0                            | 0.0                            | 0.0                            | 0.0                            | 0.0                            | 0.4                            | 1.3                            | 7.0                            |
| Độ ẩm tương đối trung bình (%)                                    | 88                             | 84                             | 80                             | 77                             | 77                             | 75                             | 74                             | 76                             | 80                             | 86                             | 89                             | 89                             | 81.3                           |
| Số giờ nắng trung bình tháng                                      | 69.9                           | 90.3                           | 144.2                          | 178.5                          | 205.6                          | 228                            | 239.4                          | 236.4                          | 184.7                          | 120.6                          | 67.7                           | 59.2                           | 1.824,5                        |
| Nguồn 1: Climatologie mensuelle à la station de Montreuil-Bellay. |                                |                                |                                |                                |                                |                                |                                |                                |                                |                                |                                |                                |                                |
| Nguồn 2: Infoclimat.fr (humidity, snowy days 1961–1990)           |                                |                                |                                |                                |                                |                                |                                |                                |                                |                                |                                |                                |                                |